# وزارة التنوير والدعاية العامة للرايخ
وزارة التنوير والدعاية العامة للرايخ (بالألمانية: Reichsministerium für Volksaufklärung und Propaganda)‏ وكالة حكومية نازية لفرض الإيديولوجية النازية. 

## الأصل
تأسست في 14 مارس 1933، بعد بضعة أشهر من الاستيلاء النازي على السلطة من قبل حكومة أدولف هتلر، ترأسها وزير الرايخ يوزف غوبلز.  كان دور الوزارة الجديدة، التي أنشأت مكاتبها في Ordenspalais من ‏ القرن الثامن عشر مقابل مستشارية الرايخ، هو تركيز السيطرة النازية على جميع جوانب الحياة الثقافية والفكرية الألمانية.  كان الهدف غير المعلن هو تقديم الانطباع لدى الدول الأخرى بأن الحزب النازي كان يتمتع بالدعم الكامل لجميع السكان.  الرقابة في ألمانيا حيوية لمحافظة النازيين على السيطرة السياسية. كانت مسؤولة عن التحكم في وسائل الإعلام الألمانية والأدب والفنون البصرية وصناعة الأفلام والمسرح والموسيقى والبث.

## دعاية
باعتبارها المكتب المركزي للدعاية النازية، فقد أشرفت على تنظيم شامل للثقافة ووسائل الإعلام في ألمانيا النازية.  كان التركيز الرئيسي للدعاية هو هتلر نفسه، الذي مُجد كقائد بطولي ومعصوم وأصبح محور عبادة شخصية.  البعض الآخر كان يتم إدارته على مراحل كجزء من أعمال الدعاية التي قام بها جوبلز.  مثال على هذا الأخير سيكون رالي نورمبرغ عام 1934. كان هتلر محط التركيز وتم رصد تحركاته بعناية. كان الحشد موضوع فيلم انتصار الإرادة، أحد أفلام الدعاية النازية العديدة التي أخرجها ليني ريفنستال. فازت بالميدالية الذهبية في مهرجان فينيسيا السينمائي عام 1935.  غوبلز ووزارته في كل من التجمع والإنتاج السينمائي.

## التنظيم
تم تنظيم الوزارة في سبع دوائر. 
1. الشعبة الأولى: الإدارة والقانونية
2. الشعبة الثانية: المسيرات الجماهيرية؛ الصحة العامة؛ الشباب؛ العرق
3. القسم الثالث: الإذاعة
4. القسم الرابع: الصحافة الوطنية والأجنبية
5. الشعبة الخامسة: الأفلام والرقابة على الأفلام
6. القسم السادس: الفن والموسيقى والمسرح
7. القسم السابع: الحماية ضد الدعاية المضادة، الخارجية والمحلية

## قائمة الوزراء
|  | {{{officeholder}}} |
|  | {{{officeholder}}} |

## اقتباسات
1. 1 2 3 4  Manvell & Fraenkel 2010.
2. ↑  Longerich 2015.
3. 1 2 3  Evans 2005.
4. ↑  Kershaw 2008.